# Seonam-dong, Gwangju
Seonam-dong (koreanska: 서남동)  är en stadsdel i staden Gwangju i den södra delen av Sydkorea,  270 km söder om huvudstaden Seoul. Den ligger i stadsdistriktet Dong-gu.